# Eksploatacja
Eksploatacja – pojęcie interdyscyplinarne, które może być różnie pojmowane, np. w inżynierii to użytkowanie (wraz z naprawami, konserwacją itp.) maszyn, urządzeń lub różnych innych systemów technicznych, w ekonomii – to wykorzystywanie złóż mineralnych, np. węgla, lub sposób gospodarowania środkami trwałymi w przedsiębiorstwie, w polityce – to wykorzystywanie siły roboczej i wyzysk klasowy
Słowo najczęściej dotyczy obiektów i systemów technicznych jednak zjawisko jest powszechne i każdy proces eksploatacji jest częścią eksploatacji środowiska. W szczególności do eksploatacji są przyjmowane obiekty naturalne (rzeki, złoża itp.), która kończy się wraz z zaniechaniem tego.

## Opis
Najważniejszym wskaźnikiem jakości eksploatacji jest ekonomia eksploatacji, która wynika z jej jakości, czyli poziomu wykorzystywania potencjału eksploatacyjnego zawartego w obiekcie i systemie – zaprojektowanego przez jego konstruktorów. Potencjał ten wykorzystywany jest w trakcie użytkowania, gdzie ważne jest obsługiwanie operatorskie (przestrzeganie instrukcji obsługi itp.). Ważne są tu więc działania organizacyjne, techniczne, ekonomiczne i społeczne. Mogą one być podejmowane intuicyjnie, i wtedy zależą od przypadkowej wiedzy eksploatatora oraz profesjonalne, zgodne z nauką o eksploatacji.
Aby utrzymywać potencjał eksploatacyjny przez okres życia obiektu/systemu oraz zapewnić jego bezpieczne i ekonomiczne użytkowanie konieczne jest obsługiwanie pozoperacyjne (techniczne, utrzymaniowe), potocznie nazywane utrzymaniem. Utrzymywanie obiektu w stanie odpowiedniości, albo przynajmniej zdatności jest celem obsługiwania operatorskiego (przestrzeganie instrukcji) oraz pozaoperacyjnego (wykonywanie zalecanych obsług okresowych lub wypadających na podstawie oceny stanu).
Zjawiska eksploatacyjne są elementem każdego działania, a każde działanie jest elementem eksploatacji środowiska. Brak wiedzy eksploatacyjnej, powoduje negatywne skutki gospodarcze. Mimo to z powodu braku kompetencji eksploatacyjnych temat ten nie jest przedmiotem szczególnego zainteresowania działaczy gospodarczych, którzy nie poszukują świadomie ludzi o dużych kompetencjach eksploatacyjnych.
Sprawna eksploatacja urządzeń wymaga od użytkowników stosowania się do pewnych zasad, które mają najczęściej przeznaczenie: dyrektywne, postulatywne i kryterialne. Zasadami i zjawiskami eksploatacyjnymi zajmuje się nauka o eksploatacji zwana eksploatyką oraz towarzystwa eksploatacyjne (obsługiwania). Inżynieria eksploatacji jest jednym z najtrudniejszych działów, gdyż wymaga wiedzy z bardzo szerokiego spektrum. Kompetencje eksploatacyjne są szczególnie ważne w procesie koncypowania i konstruowania obiektów, gdy tworzy się ich własności eksploatacyjne na całe życie, które tylko częściowo można poprawić w procesach innowacyjnych.
W obcych językach nie ma prostego odpowiednika polskiego słowa eksploatacja. Używa się słów takich jak maintenance (fr. main=ręka; tenance = trzymanie), Instandhaltug (niem. In = w; Stand = stan; Haltung = trzymanie) odnoszących się do obsługiwania, które jest postrzegane jako najważniejsze w procesach eksploatowania. Używane jest także słowo terotechnology [terotechnika], które oznacza na ogół „technikę prawidłowej eksploatacji”. Słowo maintenance jest tłumaczone jako obsługiwanie (np. polskie normy) oraz utrzymanie (np. przepisy kolejowe). Polskie znaczenie słowa eksploatacja, które obejmuje całość zjawisk pozwala na odpowiednie opisywanie ich i właściwe organizowanie procesów. Stąd też dążenie do unifikacji systemów wiedzy eksploatacyjnej.
Najczęściej popełniane błędy (wynikające ze złych tłumaczeń z języków, gdzie nie ma prostych odpowiedniości):
- eksploatacja i utrzymanie (sugeruje, że eksploatacja to użytkowanie) jest to związane z dosłownym tłumaczeniem z języków, w których słowo exploitation ma ograniczone znaczenie – np. „operation and maintenance”
- utrzymanie zamiast obsługiwanie pozaoperacyjne, techniczne (sugeruje, że w czasie użytkowania i obsługiwania operatorskiego nic się nie robi w sprawie utrzymywania potencjału obiektu)
- w słownikach często rozróżnia się kilka znaczeń słowa eksploatacja, podczas gdy chodzi o to samo zjawisko w różnych okolicznościach (o różnym udziale obsługiwania pozaoperacyjnego w procesie)

W procesie eksploatacji wyodrębnia się 4 podstawowe rodzaje działań:
- użytkowanie
- obsługiwanie (operatorskie, operacyjne, techniczne, pozaoperacyjne)
- zasilanie
- zarządzanie (można je uznać za eksploatację systemów zarządzania)

## Literatura
- PN-EN 13269:2006: Obsługiwanie -- Wytyczne dotyczące przygotowania umów
- PN-EN 13306:2006: Terminologia dotycząca obsługiwania
- PN-EN 13460:2006: Dokumenty dotyczące obsługiwania
- PN-N 04001:1982: Eksploatacja obiektów technicznych. Terminologia ogólna (wycofana bez zastąpienia 2006)
- Czaplicki Jacek M.: Terotechnology vs. Exploitation Theory – Scientific Problems of Machines Operation and Maintenance, nr 2 (154)/2008
- Piasecki Florian S.: Wstęp do teorii eksploatacji obiektów technicznych; materiały konferencji CEFOM'07, Politechnika Wrocławska, Wydział Mechaniczny, Wrocław 2007
- BS 3811:1993: Glossary of terms used in terotechnology